# Баймаханов, Болатбек Бимендеевич
Болатбек Бимендеевич Баймаханов (03.09.1962) — хирург, ученый, главный хирург Республики, доктор медицинских наук, профессор, общественный деятель, Академик Российской академии медицинских наук, член Всемирной ассоциации хирургов-гепатологов,отличник здравоохранения Республики Казахстан, Председатель правления АО «ННЦХ им. А.Н. Сызганова».

## Биография
Родился в 1962 году в Жалагашский район Кызылординской области РК.Происходит из рода Табын. В 1986 году окончил лечебный факультет Алматинского государственного медицинского института. На базе Кзыл-Ординской областной больницы с 1986г. по 1987г. окончил интернатуру по специальности «Хирургия». Свою профессиональную трудовую деятельность начал с должности врача-эндоскописта Кызылординской областной больницы. В 1991 году окончил двухгодичную клиническую ординатуру по специальности «абдоминальная хирургия». В 2006 году окончил экономический факультет Казахского экономического университета им. Т. Рыскулова.

## Трудовая деятельность
1. 1986-1990 годы - врач-хирург Кызылординской областной больницы;
2. 1990-2000 годы - научный сотрудник Научного центра хирургии (НЦХ) имени А. Сызганова;
3. 2000-2003 годы - директор департамента здравоохранения Южно-Казахстанской области;
4. 2003-2007 годы - директор НЦХ имени А. Сызганова;
5. 2007-2008 годы - начальник отдела НЦХ имени А. Сызганова;
6. 2008-2011 годы - начальник Кызылординского областного управления здравоохранения;
7. 2011-2012 годы - председатель совета директоров АО «Республиканский центр неотложной медицинской помощи» в г.Астана;
8. 2012-2016 годы - главный врач Городской клинической больницы №7 Управления здравоохранения города Алматы;
9. С февраля 2016 года - директор Научного центра хирургии имени А.Н. Сызганова.

## Научная деятельность
Автор 200 научно-практических статей, имеет 42 патента на изобретения, 28 предпатентов и инновационных патентов на изобретения РК. Под руководством Б. Б. Баймаханова защищено 8 кандидатских и 4 докторских диссертаций.
1. Способ формирования кишечного трансплантата для эзофагоколопластики Номер патента: 23928 (Соавтор)
2. Способ хирургического лечения последствий щелочных ожогов пищевода Номер инновационного патента: 23328 (Соавтор)
3. Способ хирургического лечения рубцовых стриктур пищевода у больных, ранее перенесших перфорацию пищевода после химического ожога или при бужировании пищевода Номер инновационного патента: 23327 (Соавтор)
4. Способ удаления загрудинного зоба щитовидной железы Номер инновационного патента: 21530 (Соавтор)
5. Способ предоперационной подготовки больного с большой вентральной грыжей Номер инновационного патента: 21080 (Соавтор)
6. Способ устранения птоза верхнего века Номер инновационного патента: 20273 (Соавтор)
7. Способ защиты ишемизированной печени, вызванной временной окклюзией печеночно-двенадцатиперстной связки в эксперименте у кроликов Номер предварительного патента: 19221 (Соавтор)
8. Способ медикаментозной профилактики острой печеночной недостаточности при декомпрессии билиарного тракта у больных с механической желтухой Номер предварительного патента: 19233 (Соавтор)
9. Способ стимуляции регенерации печени при правосторонней гемигепатэктомии Номер предварительного патента: 19018 (Соавтор)
10. Способ выполнения гемостаза и холестаза при обширных резекциях печени Номер предварительного патента: 18679 (Соавтор)
11. Способ резекции щитовидной железы при аутоиммунном тиреоидите Номер предварительного патента: 18680 (Соавтор)
12. Способ комбинированной герниопластики больших вентральных грыж Номер предварительного патента: 18593 (Соавтор)
13. Способ санации брюшной полости при лапароскопическом ушивании перфоративных гастродуоденальных язв Номер предварительного патента: 18594 (Соавтор)
14. Способ выполнения панкреатоеюноанастомоза при панкреатодуоденальной резекции Номер предварительного патента: 18042 (Соавтор)
15. Способ рентгенодиагностики свищей пищевода при рубцовых стриктурах у больных с наличием гастростомы

Номер предварительного патента: 17686 (Соавтор)
16. Способ эндоскопической баллонной дилатации рубцового стеноза пищевода Номер предварительного патента: 17698 (Соавтор)
17. Способ наложения выведенного одноствольного ануса Номер предварительного патента: 17597 (Соавтор)
18. Способ профилактики параколостомической флегмоны у больных пожилого и старческого возраста
Номер предварительного патента: 17598 (Соавтор)
19. Способ интраоперационной профилактики острой печеночной недостаточности при обширной резекции печени
Номер предварительного патента: 17599 (Соавтор)
20. Способ лечения стенозирующего эзофагита Номер предварительного патента: 17038 (Соавтор)
21. Способ профилактики несостоятельности толстокишечного анастомоза Номер предварительного патента: 16897 (Соавтор)
22. Устройство для эндоскопической асептической пункции Номер предварительного патента: 15898 (Соавтор)
23. Способ хирургического лечения аневризмы инфраренального отдела брюшной аорты в сочетании с подковообразной почкой
Номер предварительного патента: 15785 (Соавтор) и лр.

## Награды и звания
1. Доктор медицинских наук (2000)
2. Профессор
3. Академик Российской академии медицинских наук
4. Медаль  «Қазақстан Республикасының тәуелсіздігіне 10 жыл» (2001)
5. Нагрудный знак «Денсаулық сақтау ісінің үздігі» (2001)
6. Орден «Курмет» (2006)
7. Медаль «Астанаға 10 жыл» (2008)
8. Нагрудный знак «Алтын дәрігер» (2010)
9. Орден «Ave Vitae»